# Adamik Zoltán
Adamik Zoltán (Szolnok, 1928. október 20. – Budapest, 1992. december 7.) atléta, edző.
1947-től a Postás, majd 1950-től a Budapesti Honvéd atlétája volt. Elsősorban 400 méteres síkfutásban, illetve 4×400 méteres futóváltó tagjaként volt eredményes. Többszörös országos csúcstartó, ő volt az első magyar futó, aki a 400 métert negyvenhét másodpercen belül futotta. 1951-től 1956-ig szerepelt a magyar válogatottban. Részt vett az 1952. évi nyári olimpiai játékokon. 400 méteres síkfutásban az 1951. évi berlini főiskolai világbajnokságon aranyérmet, az 1954. évi berni atlétikai Európa-bajnokságon bronzérmet nyert. Az aktív sportolástól 1957-ben vonult vissza.
1958-ban a Magyar Testnevelés és Sport Tanács (MTST) tagjának nevezték ki. 1960-ban a Sportvezető és Edzőképző Intézetben (SEKI) atléta szakedzői oklevelet szerzett. Visszavonulása után a Csepeli Vas- és Fémművek technikusa, illetve a Dunakeszi, a Budapesti Vasas Izzó, illetve a Budapesti Honvéd atlétaedzője, majd 1987-től a Vegyiműveket Tervező Vállalat főmérnöke volt.

## Sporteredményei
- Európa-bajnoki 3. helyezett
  - 1954, Bern: 400 m síkfutás
- Európa-bajnoki 5. helyezett
  - 1954, Bern: 4×400 m váltófutás (Karádi Péter, Szentgáli Lajos, Solymosy Egon)
- főiskolai világbajnok 
  - 1951, Berlin: 400 m síkfutás
- főiskolai világbajnoki 2. helyezett
  - 1951, Berlin: 4×400 m váltófutás (Karádi Péter, Solymosy Egon, Bánhalmi Ferenc)
- tízszeres magyar bajnok:
  - 200 m: 1951
  - 400 m: 1952, 1954, 1955, 1956
  - 4×100 m: 1951, 1955, 1957
  - 4×200 m: 1957
  - 4×400 m: 1951, 1955